# 安東尼·麥帕特林
安東尼·麥帕特林，OBE（Anthony McPartlin，1975年11月18日—）是英國的一位電視節目主持人和演員。他和德科蘭·當納利是英國喜劇組合Ant & Dec的成員。除了電視節目主持的領域之外，他也曾出演兒童電視劇Byker Grove，並且是音樂二人組PJ & Duncan的一員。
2018年1月，他表示正在辦理與妻子Lisa Armstrong的離婚手續。直到2020年4月才敲定支付3100萬英鎊完成離婚，其中包括他們位於倫敦西部、價值500萬英镑的家。
2018年3月18日，他於摩特雷克的一宗交通事故中因為未能通過呼氣測試被警察拘捕。